# ویلیام فاکس
ویلیام فاکس، (به انگلیسی: William Fox) (زاده ۱ ژانویه ۱۸۷۹ - درگذشته ۸ مه ۱۹۵۲) کارآفرین، بازرگان و مدیر ارشد اجرایی آمریکایی مجارستانی‌تبار بود، که در سال ۱۹۱۵ شرکت فاکس قرن بیستم را تأسیس کرد. فاکس در دهه ۱۹۲۰ چندین شرکت رسانه‌ای دیگر را راه‌اندازی نمود، ولی در پی ورشکستگی در سال ۱۹۳۶ کلیه دارایی‌هایش در این شرکت‌ها را بفروش رسانید.
امروزه روپرت مرداک مالک شرکت فاکس قرن بیستم و زیرمجموعه‌های آن بشمار می‌آید. نام فاکس همچنان به عنوان یک برند معتبر در صنعت رسانه‌های گروهی شناخته می‌شود، که برای نمونه می‌توان به شبکه رسانه‌ای فاکس، فاکس نیوز و فاکس قرن ۲۱ اشاره کرد.